# حمزة بن عبدة
حمزة بن عبدة مواليد 14 مارس 1995 في تونس، هو لاعب كرة قدم تونسى يلعب نادي الساحل الكويتي.

## روابط خارجية
- حمزة بن عبدة على موقع قاعدة بيانات كرة القدم.إي يو (الإنجليزية)
- حمزة بن عبدة على موقع Soccerway.com (الإنجليزية)